# الیزا (ایلینوی)
الیزا (به انگلیسی: Eliza) یک منطقهٔ مسکونی در ایالات متحده آمریکا است که در شهرستان مرسر، ایلینوی واقع شده‌است. الیزا ۲۱۲٫۱۴ متر بالاتر از سطح دریا واقع شده‌است.